# Barbados Blackbelly
A Barbados Blackbelly é uma raça única de ovelha que foi desenvolvida no Caribe. Embora seja provável que ela tenha ancestralidade africana, parece haver uma evidência clara que a raça, como ela é hoje em dia, foi desenvolvida pela população da ilha de Barbados, de carneiros trazidos por navios no início da  colonização por europeus.
Em 1904, o Departamento da Agricultura dos Estados Unidos da América importou um rebanho pequeno e transportou-os para serem estudados em Bethesda, Maryland. Do rebanho original, pelo menos duas raças distintas emergiram nos EUA, e há muita confusão nos nomes da raça. Há menos de 200 carneiros puros de Barbados Blackbelly nos EUA, em contraste, há uma população grande e crescente de uma popular mistura, comumente referido como "Barbado". Visto que Barbados Blackbelly puros são mochos (não possuem chifres), o Barbado é notado por possuir chifres nos machos e, algumas fêmeas, também podem ter chifres pequenos. Os chifres foram adquiridos cruzando Barbados Blackbelly com Muflão e Rambouillet, logo após serem importados pelo Departamento de Agricultura dos EUA.
Reconhecendo que o termo "Barbado" não definiu adequadamente as características que os produtores procuraram, a Associação Internacional de Carneiros Barbados Blackbelly (BBSAI) adotou um padrão da raça em 2004, e definiu os animais que encontram-se com este padrão como "American Blackbelly". Estes carneiros atrativos tornaram-se comuns em jardins zoológicos, para crianças, e fazendas de animais de estimação nos EUA. Além da sua aparência exótica, são muito fáceis de criar.
Blackbellys de ambas as raças podem tolerar o calor e ter mais estamina do que a maioria das raças de carneiros. Eles pertencem às raças de pêlo, ou seja, não cresce lã, mas possuem um pêlo grosso.  Se eles são criados em climas mais frios, desenvolvem frequentemente uma lã que cai na primavera. 
Eles reproduzem-se todo o ano, ao contrário da maioria de carneiros domésticos. Por ter crescimento menor e mais lento da lã do que a maioria dos carneiros lanosos, não são uma escolha boa para a produção comercial. Entretanto, há um mercado forte para sua carne suavemente aromatizada, e são populares nos grupos de treinamento de cães. São muito resistentes à doenças e tolerantes à parasitas, e estes traços genéticos criaram uma demanda para a raça Blackbelly em cruzas de raças. São uma ótima escolha para um propriedade rural, pois criam-se relativamente bem mesmo em forrageiras mais pobres, e não requer cuidados intensivos. Eles variam na coloração do tan claro a um vermelho mogno escuro, com listras pretas na cara e nos pés, na barriga, na região inguinal, no queixo, e no tórax. Apesar de se assemelhar como uma cabra na aparência, elas são ovelhas verdadeiras. Cabras e carneiros se cruzam raramente.
Na América do Norte há duas raças registradas como Barbados Blackbelly: 
- A Associação Internacional de Carneiros Barbados Blackbelly (BBSAI) é um registro aberto que recebe tanto Barbados Blackbelly, quanto American Blackbelly e há mais de mil carneiros registrados com a BBSAI.
- O Registro Norte-Americano de Carneiros Balckbelly registra os Blackbelly com chifres.

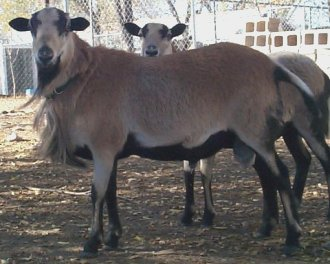
Barbados Blackbelly